# Jacob Lee Seeliger
Jacob Lee Seeliger (* 7. April 2006) ist ein deutscher Schauspieler.

## Leben
Jacob Lee Seeliger ist der gemeinsame Sohn der Schauspielerin Natalia Wörner und des Kanadiers Robert Seeliger. Von 2007 bis 2013 und erneut seit 2020 spielt er an der Seite seiner Mutter in der ZDF-Krimireihe Unter anderen Umständen als Leo Winter den Sohn der Kommissarin.

## Filmografie
- 2007–2013, seit 2020: Unter anderen Umständen